# トミー (映画)
『トミー』（Tommy）は、1975年のイギリスのミュージカル映画。イングランドのロック・バンドのザ・フーが1969年5月に発表したロック・オペラのアルバム『トミー』を映像化した作品である。監督はケン・ラッセル、原案、音楽監督はザ・フーのピート・タウンゼント。主人公のトミーをザ・フーのロジャー・ダルトリーが演じた。

## ストーリー
※台詞は一切なく、全編にわたって歌だけで構成されたsung-throughの形式を採っている。以下、曲に従ってストーリ―を記す。
Prologue 1945（プロローグ1945）
時は第二次世界大戦。ウォーカー大佐は身ごもる妻・ノラを残し出征。ノラは空襲におびえながらもウォーカーの帰還を待った。
Captain Walker / It's A Boy（キャプテン・ウォーカー/イッツ・ア・ボーイ）
ノラの元に届いた知らせは、「ウォーカー大佐、帰還せず」という残酷なものだった。終戦の日、ノラは男の子を出産する。男の子はトミーと名付けられた。
Bernie's Holiday Camp（バーニーのホリデイ・キャンプ）
1951年、ノラはトミーをつれてバーニーのホリデイ・キャンプに来る。ノラは、キャンプの世話人のフランクと恋に落ちる。ノラはフランクを新しい夫として迎え入れた。
1951 / What About The Boy?（1951/ホワット・アバウト・ザ・ボーイ）
夫婦となったノラとフランク。だがそこに死んだと思われていたウォーカー大佐が帰ってきた。ウォーカーと鉢合わせたフランクは、ランプでウォーカーを殴り殺してしまう。一部始終を目撃したトミーに、ノラとフランクは「お前は何も見ず、何も聞かなかった。この事は一生誰にも言ってはいけない」と迫る。これがトラウマになり、トミーは盲目、聾唖の三重苦に陥ってしまう。
Amazing Journey（すてきな旅行）
三重苦となったトミーだが、心の中では様々なものを見ていた。だが外界からの声には全く反応しなかった。
Christmas（クリスマス）
ノラとフランクは自宅でクリスマス・パーティーを開くが、トミーには何の関わりもなかった。クリスマスの意味も理解できないトミーにノラは深く悲しむ。
Eyesight To The Blind（光を与えて）
成長してもなお、トミーは三重苦のままだった。ノラはマリリン・モンローを偶像崇拝するカルト教団の集会にトミーを連れ出す。
The Acid Queen（気むずかしい女王）
フランクは売春宿にトミーを連れ出し、アシッド・クイーンを名乗る怪しげな女にトミーを診せる。女は麻薬でトミーを治療しようとする。
Do You Think It's Alright? I（大丈夫かいI）
ノラとフランクは、いとこのケヴィンにトミーを託してどこかへ出かけてしまう。
Cousin Kevin（いとこのケヴィン）
学校一の乱暴者のケヴィンは、反抗できない事をいいことに執拗にトミーをいじめぬく。
Do You Think It's Alright? II（大丈夫かいII）
ノラとフランクは、叔父のアーニーにトミーを託して、またもどこかへ出かけてしまう。
Fiddle About（フィドル・アバウト）
叔父のアーニーもまた、トミーに様々ないたずらを仕掛けるのだった。
Do You Think It's Alright? III（大丈夫かいIII）
ずっと鏡を見つめてばかりのトミーをノラは心配するが、フランクは気にも留めなかった。
Sparks（スパークス）
トミーは、鏡の中の自分に導かれるように自分の足で歩き出す。もう一人の自分を追ううちに、トミーはスクラップ置き場の中へ迷い込んでしまう。自分の姿を見失ったトミー。だが、捨て置かれていたピンボール台の上に光を見つけた。警察に発見された時、目が見えないトミーはピンボールを夢中でプレイしていた。
Extra,Extra,Extra（号外、号外、号外）
三重苦の少年がピンボールをするという噂は瞬く間に世間に広がり、トミーは一躍時の人に。ピンボール対決で連戦連勝を続けるトミーは、ついにピンボール・チャンピオンと対決する。
Pinball Wizard（ピンボールの魔術師）
トミーはチャンピオン相手でも変わらずにその腕を見せつけ、ついに「ピンボールの魔術師」の称号を獲得する。人々はトミーに熱狂した。
Champagne（シャンペン）
トミーの活躍により巨万の富を得たノラ。だが豊かさはノラに何の安らぎも与えず、どんなに有名になっても変わらないトミーの三重苦にもがき苦しむ。
There's A Doctor（医者が見つかった）
フランクはトミーを治せるという医者を見つけた。
Go To The Mirror（さあ鏡のところへ）
その医者にも、結局トミーを治す事は出来なかった。だが医者が言うには、トミーは視覚、聴覚は正常で話す事も可能だが、心の中の障害がそれを阻んでいると診断した。フランクはトミーの頭の中で起こっている事を知りたいと欲する。
Tommy Can You Hear Me? （トミー、聞こえるかい）
ノラはトミーに必死に語りかけるが、トミーは何の反応も示さない。
Smash The Mirror（鏡をこわせ）
苛立ちが頂点に達したノラは、「鏡を壊すわよ」とトミーに迫る。ノラは弾みでトミーを鏡にぶつけてしまう。
I'm Free（僕は自由だ）
鏡が割れた衝撃により、ついにトミーは回復する。外界との世界が繋がれた喜びを、トミーは体いっぱいに表現する。
Mother And Son（母と息子）
トミーとノラは、ついに三重苦から解き放たれた喜びを互いに分かち合う。
Miracle Cure（奇蹟の治療）
トミーが回復したというニュースは瞬く間に広がった。トミーはさっそく宣伝活動に駆りだされる。
Sally Simpson （サリー・シンプソン）
少女サリーは、父親の忠告を無視して大好きなトミーのコンサートに出かける。だがサリーは会場の狂乱に巻き込まれ、顔に大きな傷を負う。後にサリーはカリフォルニア出身のロックンローラーと結婚する。
Sensation（センセイション）
トミーはハンググライダーで世界中を飛び回り、布教活動をする。
Welcome（歓迎）
トミーは自分の元に集まってくる信奉者達を自宅に招き入れる。
T.V.Studio（TVスタジオ）
トミーの影響は世界中にまで及んでいた。ノラはテレビを通じて「トミーのホリデイ・キャンプ」の開催を告知する。
Tommy's Holiday Camp（トミーのホリデイ・キャンプ）
トミーのホリデイ・キャンプに、大勢の信奉者達が集まった。叔父のアーニーが案内係を務めるが、グッズの売り上げをひそかに掠め取っていた。次第に信奉者達の間にトミーへの疑念が生まれ始める。
We're Not Gonna Take It（俺たちはしないよ）
トミーの指示通り、目隠しと耳栓をし、口にコルクをはめた状態でピンボールをする信奉者達。だがそれで悟りの境地に至るはずもなく、耐え切れなくなった信奉者達はついに暴徒化する。キャンプは崩壊し、混乱に巻き込まれたノラとフランクは死亡する。
Listening To You / See Me, Feel Me（リスニング・トゥ・ユー/シー・ミー・フィール・ミー）
全てを一度に失ったトミーは、再び孤独の世界に閉じこもる。だが、もはやトミーを縛るものは何もなくなった。真の自由を手に入れたトミーは、山に登り、晴れやかな表情で朝日に向かい歌うのだった。

## キャスト
※以下、エンドクレジットの順番に従って示す。
- フランク・ホッブス:オリヴァー・リード
- ノラ・ウォーカー:アン＝マーグレット
- トミー:ロジャー・ダルトリー
- ピンボールの魔術師:エルトン・ジョン
- 伝道師:エリック・クラプトン
- 本人[注 3]:ジョン・エントウィッスル
- 叔父のアーニー:キース・ムーン[注 4]
- いとこのケヴィン:ポール・ニコラス（英語版）
- 専門医:ジャック・ニコルソン
- ウォーカー大佐:ロバート・パウエル（英語版）
- 本人[注 5]:ピート・タウンゼント
- アシッド・クイーン:ティナ・ターナー
- 祭司:アーサー・ブラウン
- シンプソン神父:ベン・アリス（英語版）
- ロック・ミュージシャン:Gary Rich
- 幼年期のトミー:バリー・ウィンチ
- サリー・シンプソン:ヴィクトリア・ラッセル
- シンプソン夫人:メアリー・ホランド
- President Black Angels: Dick Allan
- Bovver Boy: Eddie Stacey

## スタッフ
- 監督・脚本:ケン・ラッセル
- 製作:ロバート・スティグウッド（英語版）、ケン・ラッセル
- 製作総指揮:ベリル・ヴァーチュー、クリス・スタンプ
- 衣装:シャーリー・ラッセル
- 撮影:ディック・ブッシュ（英語版）、ロニー・テイラー
- 編集:スチュアート・ベアード
- 原作・音楽監督:ピート・タウンゼント

## 参加ミュージシャン

### ミュージシャン
| - ザ・フー - ピート・タウンゼント - ジョン・エントウィッスル - キース・ムーン - ギター - エリック・クラプトン - ロン・ウッド - アラン・ロス - ミック・ラルフス - ケイレブ・クエイ - デイヴィ・ジョンストン - ベース - フィル・チェン - デイヴ・ウィンター - トニー・スティーヴンス - ディー・マーレイ - ファジー・サミュエルズ | - ドラムス - ケニー・ジョーンズ - マイク・ケリー - トニー・ニューマン - グラハム・ディーキン - ナイジェル・オルソン - リチャード・ベイリー - キーボード - エルトン・ジョン - ニッキー・ホプキンス - クリス・ステイトン - ジェラルド・ショウ - パーカッション - レイ・トーマス |

### ボーカル・コーラス
| - Liza Strike - サイモン・タウンゼンド - マイロン・ルフェーブル - ビリー・ニコルス | - Jeff Roden - Margo Newman - Gillian McIntosh - ヴィッキー・ブラウン | - Kit Trevor - Helen Shappell - Paul Gurvitz - Alison Dowling |

## 作品解説
ザ・フーの『トミー』(以下、オリジナルと呼称）は、父親が殺人を犯すのを目撃した少年トミーが自らの意志で三重苦になって内なる世界に閉じこもって成長していく、という架空の物語を描いた2枚組アルバムだった。この作品はメンバーでギタリスト兼ボーカリストのピート・タウンゼントがインドの導師メヘル・バーバー（1894年－1969年）の教えに強い影響を受けて書いた、極めて内省的で繊細なものだった。アルバムには解説や内容を補足する文章などは掲載も添付もされておらず、聴き手が物語の展開を把握して内容を理解する為の材料は歌詞だけだった。映画化によって、抽象的で難解だった内容を映像が具体的に説明するという効果が得られて、物語を理解することが容易になった。
映画もオリジナルと同様、全編にわたって歌だけで構成されたsung-throughの形式を採っており、地の台詞は一切ない。しかしタウンゼントは内容をより明確にすると同時に映画向けにするため、大部分の楽曲に歌詞を追加した。また彼は新曲「シャンペン」、「母と息子」、「TVスタジオ」の3曲を書き下ろし、さらに「トミーのホリデイ・キャンプ」と「奇蹟の治療」を流用して新しい歌詞をつけた新曲「バーニーのホリデイ・キャンプ」と「号外、号外、号外」を加えた。また「大丈夫かい」を3つのバージョンに増やした。
一方、映画には全編にわたってラッセルが得意とするアバンギャルドで狂気的な演出がなされ、ティナ・ターナー演じるアシッド・クィーンのシークエンスや、エルトン・ジョン演じるピンボールの魔術師とトミーの対戦シーン、「スパークス」でのトミーのトリップシーンなどに代表されるように、映像全体が原色を基調にした非常にカラフルなものになっている。ラッセルはこの作品に、資金調達が出来ず製作に至らなかった自身の作品「エンジェル」を投影させたと語っている。そのため、本作ではラッセルの作品の特徴が強く出て、オリジナルが持っていた内省的な面や繊細さが損なわれてしまい、タウンゼントはその事に大いに失望したという。

### 音楽
音楽は全て新たにレコーディングされ、オリジナルの音源は一切用いられていない。タウンゼントはオリジナルでは使用しなかったシンセサイザーを大幅に導入して、よりシンフォニックなアレンジを施した。ザ・フーのタウンゼント、エントウィッスル、ムーンの他、ミック・ラルフス（バッド・カンパニー）、ロン・ウッド（フェイセズ、後にローリング・ストーンズ）、ケニー・ジョーンズ（フェイセズ、1978年に急死したムーンの後任としてザ・フーに加入）、ニッキー・ホプキンスら豪華な顔ぶれが、裏方のゲスト・ミュージシャンとして多数レコーディングに参加して腕をふるった。
エルトン・ジョンやエリック・クラプトンのようなミュージシャンは勿論、俳優であっても歌手ではないジャック・ニコルソンやオリヴァー・リードを含む全員が、自分の役の歌を自らアフレコしており、二人の看護婦と少年時代のトミーを除いて吹き替えは一切ない。母親ノラを演じたアン＝マーグレットは、1963年の『バイ・バイ・バーディ』（Bye Bye Birdie）、エルヴィス・プレスリーと共演した1964年の『ラスベガス万才』（Viva Las Vegas） などミュージカル映画への出演経験が豊富な歌手でもあり、本作でも見事な歌声を聴かせている。
音響システムには、QSクインタフォニック形式を採用した。現在でいうサラウンド音声の先駆けであるが、これを採用している映画館は当時ほとんどなく、劇場側は公開のために新しい機材を導入しなければならなかった。
サウンドトラック盤は映画が一般公開される前の1975年2月下旬にアメリカ、3月下旬にイギリスで、ロバート・スティグウッドのRSO Recordsから発表され、ポリドール・レコードを通じて配給され、それぞれ最高位2位と21位を記録した。エルトン・ジョンが歌唱した「ピンボールの魔術師」がシングルとしてリリースされ、全英7位につけるヒットとなった。

### オリジナルのストーリーとの比較
※オリジナルのストーリーは『トミー』を参照。

#### 変更された点
- オリジナルでは舞台が第一次世界大戦時であったが、映画では第二次世界大戦時となっている。これに伴い、オリジナルの「1921」のタイトルは「1951/What About The Boy?」に変更された。
- オリジナルではウォーカー大佐が情夫を殺すが、映画では逆に情夫のフランクがウォーカー大佐を殺す。
- 曲順が大幅に変更されている。「光を与えて」と「クリスマス」、「従兄弟のケヴィン」と「アシッド・クイーン」、「僕は自由だ」と「センセイション」の順番はそれぞれオリジナルと逆になっている。またオリジナルでは「すてきな旅行」の後だった「スパークス」が、「フィドル・アバウト」と「ピンボールの魔術師」の間に置かれている。

#### 追加された点
- ウォーカー大佐はイギリス空軍（Royal Air Force）に所属することが明示された。
- トミーの母親と情夫に、それぞれノラ、フランクという名前が与えられた。
- 新曲「バーニーのホリデイ・キャンプ」で、母親と情夫の出会いのきっかけが描かれた。
- 「スパークス」で、トミーがピンボールの才能を開花させるエピソードが補完された。
- トミーは億万長者になって世界的に有名になる。

## 製作

### 経緯
『トミー』映画化の計画は、レコーディングを開始した1968年に既にあったが、ダルトリーによれば当時のザ・フーは「（映画化はおろか）アルバムを出せるかさえ怪しかった」という状況だった。当時のマネージャーで『トミー』のプロデューサーでもあったキット・ランバートは、独自に「TOMMY 1914-1984」と題した脚本を書き進めていた。タウンゼントによると、監督には当初からラッセルを起用するつもりだったが他の作品で手一杯であるという理由で断わられた。
1970年、タウンゼントは『トミー』ではなく、制作を開始したばかりの新作アルバム『ライフハウス』の映画化を画策するが、ランバートはそれには目もくれず「TOMMY 1914-1984」の売り込みに奔走していた。『ライフハウス』の映画化はアルバム制作自体が頓挫したので実現しなかったが、『トミー』の映画化も十分な出資が得られず見通しが不透明な状況に陥った。この間にジョージ・ルーカスにもオファーを出しているが、彼は『アメリカン・グラフィティ』の製作にとりかかっており、依頼を断っている。
状況が変わったのは1972年。ロンドン交響楽団とイギリス室内合唱団による『トミー』の発表とそのチャリティ・ライブが評判を呼び、映画化の申し出が多数入るようになった。1973年、音楽業界の大物でザ・フーのエージェントでもあったロバート・スティグウッドと契約を結び、監督ケン・ラッセル、主演ロジャー・ダルトリーで1年後に撮影を開始することが決まった。ラッセルはロックに興味はなかったがオペラは好きで、ロンドン交響楽団の『トミー』を聴いて興味が湧き参加を決めたという。
最終的に契約を取りまとめたのは、ランバートと共にザ・フーのマネージャーを務めていたクリス・スタンプと、この頃よりランバートやスタンプに代わってマネージメントを担当するようになったビル・カービシュリーだった。『トミー』の映画化に最も尽力したランバートは、皮肉な事に本作の制作が決定した1973年に金銭をめぐるトラブルでザ・フーと決別しており、本来であれば最も高い報酬を得られたはずがエンドクレジットにオリジナル・アルバムのプロデューサーとして名前が載せられるだけに留まった。

### 配役
主人公のトミーをダルトリーが演じる事は契約時に確約されていたが、学校での演劇すらやった事のない彼は当然難色を示し、タウンゼントも撮影が始まった1974年4月の時点で彼が既に30歳だったことを指摘して「ロジャーは（トミーを演じるには）少し歳をとりすぎていた」と反対だった事を打ち明けている。母親ノラを演じたアン＝マーグレットは年上とは言え彼と3歳しか違わず、彼はこのあたりにもやり辛さを感じていたという。継父フランク役のリードとも6歳差しかなく、叔父アーニー役のムーンにいたっては2歳年下である。だがラッセルは頑として譲らず、彼は大きな不安を抱いて撮影に臨んだ。
ピンボールの魔術師の役には、当初スティーヴィー・ワンダーにオファーを出したが断られた。エルトン・ジョンも当初は出演を拒絶したので、デヴィッド・エセックスがテストバージョンまで録音した。しかしプロデューサーのスティグウッドが根気よく交渉した結果、最終的にはジョンがこの役を演じた。彼のたっての希望で、彼の作品をプロデュースしてきたガス・ダッジョンと彼のバック・バンドが「ピンボールの魔術師」のレコーディングを担当した。
エリック・クラプトンも当初は出演に難色を示していたが、タウンゼントが熱心に説得してスタジオに誘うと、本人も乗り気になったという。
ティナ・ターナーが演じたアシッド・クイーンの役は、当初デヴィッド・ボウイが演じる予定だった。
ラッセルは当初名医役にクリストファー・リーを希望していたが、リーはバンコクで『007 黄金銃を持つ男』の撮影中だったので出演は不可能だった。他にピーター・セラーズも名医役の候補に挙がっていた。幸い、たまたまロンドンにいて時間が空いていたニコルソンが、クランクイン直前に役を引き受けた。彼の出演箇所は撮影とレコーディングを合わせて18時間で終了した。
ラッセルも「光を与えて」で車椅子の障害者役でカメオ出演した。また娘のビクトリアがサリー・シンプソン役で出演した。

### 録音
1974年1月、製作がレコーディングから始まった。ザ・フーのタウンゼント、エントウィッスル、ムーンは作業を開始したが、量が膨大な上にムーンが体を壊していたので、多くのゲスト・ミュージシャンの協力を仰いだ。
レコーディングではリードの歌唱があまりにひどかったので、彼の歌撮りは一節一節に区切って撮り、その後編集するという手法を採った。しかしリードは撮影になると完璧に歌い上げたので、タウンゼントは大変驚いたという。彼はニコルソンについても不安視していたが、楽しげに歌っているのを聴いて何とか安心したという。レコーディング後、ニコルソンは「疑ってたろ？」とからかい、タウンゼントはそれに「当然だろ」と返したという。

### 撮影
1974年4月、撮影開始。ロケーションは主にポーツマス周辺で行われた。「光を与えて」や「トミーのホリデイ・キャンプ」に出演する障害者達は、近くの病院や施設から募集されて撮影に参加した。
撮影は幾多のトラブルに見舞われた。主演のダルトリーは常に生傷が絶えず、マーグレットも「シャンペン」での泡や豆とチョコレートまみれになるシーンで、割れたテレビのブラウン管の破片で手を切り数針縫う怪我を負ったが、翌日には撮影に戻った。「ピンボールの魔術師」の撮影はポーツマスのキングス・シアターで行われたが、脚本には観客がステージになだれ込むという演出はなく、タウンゼントが放り投げたギターがエキストラの若い女性の頭に当たり、彼女は酷く出血して病院に担ぎ込まれた。またラスト近くの埠頭の建物の火事は演出ではなく偶然起きたもので、ラッセルは出火の原因は不明だとしている。「俺達はしないよ」の中のノラとフランクが踊るシーンの数箇所のカットに煙が写りこんでいる。
ダルトリーは演技未経験にも拘らず三重苦の青年という難しい役どころを任されたが、撮影が進むにつれて楽しくなり「このまま撮影が終らなければいいのに」と思うほどになったという。彼は危険な場所での撮影も臆することなく、搭上からハンググライダーで飛ぶ場面以外は吹き替えを一切使わなかった。ラッセルは彼の演技を大いに評価して翌年には次作『リストマニア』の主役に抜擢し、彼は俳優としても本格的に活動するようになる。
最後の撮影はヘイリング島とサウスシーで行われ、同年8月21日に終了した。当初は予算100万ポンド、撮影期間は12週と考えられていたが、最終的に240万ポンドの出費と18週間にも及ぶ期間を要した。さらに同年11月下旬までの約3か月間が編集に費された。

## 評価
ワールド・プレミアは1975年3月18日に、一般公開は同年4月に行われた。評価はおおむね好評であり、プレミアでは観客が全員総立ちとなりアンコール上映が要求されたという。1975年度の第48回アカデミー賞（1976年3月）ではアン・マーグレットが最優秀主演女優賞、タウンゼントが最優秀歌曲・編曲賞にノミネートされた。また第33回ゴールデン・グローブ賞（1976年1月）ではマーグレットがミュージカル/コメディ部門最優秀主演女優賞を受賞、ダルトリーも最優秀新人男優賞にノミネートされた。また、1975年の第28回カンヌ国際映画祭にも招待作品として出品された。
Rotten Tomatoesによれば、34件の評論のうち高評価は71%にあたる24件で、平均点は10点満点中6.8点、批評家の一致した見解は「『トミー』はピンボールゲームのように気まぐれで推進力があり、ケン・ラッセル監督ならではの視覚的想像力を駆使してザ・フーの楽曲を不遜なオデッセイに組み込んでいる。」となっている。Metacriticによれば、10件の評論のうち、高評価は7件、賛否混在は2件、低評価は1件で、平均点は100点満点中66点となっている。
一方、上記のとおりタウンゼントが与えた評価は低く、ザ・フーのファンの一部からも批判が上がり映画としての出来には否定的な声もある。
この映画は、ピンク・フロイドの『ザ・ウォール』にも強い影響を与えている。

## エピソード
- 物語の舞台をオリジナルの第1次大戦時から第2次大戦時に変えたのはラッセルだった。彼は「そのほうが身近に感じられるし、私自身も身をもって経験している」からだとしている。
- オリジナルからの最大の改変の一つである情夫がトミーの父親を殺すという設定は、タウンゼントによればラッセルが自分の父親に対し殺人願望を抱いていた事に起因するという[30]。しかしラッセルは「歌詞を間違えて解釈したのかもしれない」と語っている[2]。タウンゼントは「殺されるのがどちらでも大した問題ではない」と、この改変を容認している[15]。
- 「光を与えて」のシーンは、ポーツマスの海兵隊の兵舎にある本物の教会で撮影された。撮影中に軍隊の上司から「神への冒涜だ！中止しろ！」と怒られたが、ラッセルがスティグウッドに連絡し、スティグウッドが陸軍省に電話を入れると、司令官は「続けていい」と態度を翻したという[2]。
- 「従兄弟のケヴィン」で歌詞どおりの仕打ちを受ける羽目になったダルトリーは、この曲の作者であるジョン・エントウィッスルに「こんなひどい歌詞にする事なかっただろ」と恨み言を漏らしたという[30]。同曲でケヴィンが放水器でトミーをびしょ濡れにするシーンで、実際に放水器を操ってダルトリーに水をかけたのはケヴィン役のポール・ニコラスではなくラッセルである[8]。
- エルトン・ジョンは、撮影中に使った巨大ブーツを気に入り[9]、撮影後にスタッフに頼み込んで譲ってもらった。だがやがて彼は興味を失ったらしく、ブーツは競売に出されたという[2]。
- オリヴァー・リードとキース・ムーンはとてもウマが合ったらしく、撮影期間中はよくつるんでいたという[15]。
- ラッセルはムーンについては「普段は物静かで繊細だった」と語っている[2]。
- アン＝マーグレットの「シャンペン」のシーンの撮影には3日もかかった[9]。この撮影には彼女の夫が強く反対したが、ラッセルは強行した[2]。
- 「センセイション」に登場するバイク集団は本物のヘルズ・エンジェルスで、喧嘩も演技ではない[2]。
- 南アフリカでは「リスニング・トゥ・ユー」の歌詞とラストシーンが異教徒的だとしてカットされ、トミーのキャンプが崩壊して埠頭が燃えるシーンで終っている[2]。
- ジョン・レノンは「ああ、あの老いぼれのキース・ムーンが出ている映画か。それだけでも見る価値はあるよ」と発言した。
- 2007年4月、日本版のミュージカルが上演された記念に、テレビ朝日で深夜に放送された。

## ソフト化
時期は不明だがVHSがポリドールから販売されていた。1999年に初DVD化。2004年にリリースされたコレクターズ・エディションでは、公開当時採用していたクインタフォニック音声（5.0chサラウンド）に加え、DTS5.1chサラウンド音声も収録。またタウンゼント、ダルトリー、マーグレット、ラッセルの各最新インタビュー、劇場予告編も収録された。